# Brook Highland
Brook Highland - antigament Lake Purdy- és una concentració de població designada pel cens i una àrea no incorporada al Comtat de Shelby l'estat d'Alabama. Segons el cens del 2000 tenia 5.799 habitants. Al cens del 2010 tenia 6.746 habitants.

## Demografia
Segons el cens del 2000, Brook Highland tenia 5.799 habitants, 2.789 habitatges, i 1.327 famílies. La densitat de població era de 748,8 habitants/km².
Dels 2.789 habitatges en un 24,5% hi vivien nens de menys de 18 anys, en un 40,9% hi vivien parelles casades, en un 4,7% dones solteres, i en un 52,4% no eren unitats familiars. En el 42% dels habitatges hi vivien persones soles l'1,2% de les quals corresponia a persones de 65 anys o més que vivien soles. El nombre mitjà de persones vivint en cada habitatge era de 2,08 el nombre mitjà de persones que vivien en cada família era de 2,98.
Per edats la població es repartia de la següent manera: un 21,3% tenia menys de 18 anys, un 14,4% entre 18 i 24, un 43,8% entre 25 i 44, un 17,3% de 45 a 60 i un 3,1% 65 anys o més.
L'edat mediana era de 29 anys. Per cada 100 dones hi havia 104,1 homes. Per cada 100 dones de 18 o més anys hi havia 105,6 homes.
La renda mediana per habitatge era de 54.349 $ i la renda mediana per família de 91.989 $. Els homes tenien una renda mediana de 49.792 $ mentre que les dones 32.188 $. La renda per capita de la població era de 39.019$. Aproximadament el 0,2% de les famílies i el 3,5% de la població estaven per davall del llindar de pobresa.

## Poblacions properes
El següent diagrama mostra les poblacions més properes.